# Тинка Бара
Тинка Ба́ра (болг. Тънка бара) — село в Смолянській області Болгарії. Входить до складу общини Неделино.

## Населення
За даними перепису населення 2011 року у селі проживали 97 осіб, усі — болгари.
Розподіл населення за віком у 2011 році:
Динаміка населення: